# コンラート1世 (メラーン公)
メラーン公コンラート1世（Konrad I., Herzog von Meranien, ? - 1159年2月8日）またはコンラート2世・フォン・ダッハウ（Konrad II. von Dachau）は、ダッハウ伯コンラート1世の息子。母はヴィリビルク・フォン・クライン＝オーラミュンデである。ダッハウ伯およびメラーン公（在位：1152年 - 1159年）。

## 生涯
シェイエルン伯は、部族大公であるバイエルン公に従属するバイエルン宮中伯も兼ねていた。シェイエルン伯オットー4世は1124年に居城であったシェイエルン城を修道院とし、ヴィッテルスバッハ城に本拠地を移した。それ以降、シェイエルン伯家はヴィッテルスバッハ家と名乗るようになる。ダッハウ城は1100年頃にダッハウ伯家により建設されたが、周辺の領地およびミニステリアーレとともにシェイエルン伯オットー1世の息子の一人アルノルト1世の領有となった。アルノルト1世の息子が、ダッハウ伯コンラート1世である。
ダッハウ伯コンラート1世の息子コンラートは、最初皇帝位をめぐる争いにおいて、ヴェルフ家とシュタウフェン家の間で揺れ動いた。最終的にコンラートはシュタウフェン家を支持し、1139年にハインリヒ傲岸公が死去した後にヴェルフ家がレヒラインの全ての領地を失ったときに、アンデクス家およびヴィッテスルバッハ家がレヒラインを獲得し、特にヴィッテルスバッハ家の分家であるダッハウ伯家は、このヴェルフ家の没落により最も利益を得た。とりわけコンラートは最も利を得た1人であり、アウグスブルクの聖ウルリヒ・聖アフラ修道院およびフライジングの聖アンドレー修道院のフォークトとして記録上にみられる。ダッハウ家の支配と影響力はレヒ川周辺の地域にまで及んだ。
コンラートは1142年にボヘミアを攻撃し、1152年にはイストリア＝クラインの支配者としてメラーン公位を得たが、コンラートはこのときにはすでにイストリア＝クライン地方を実質的に支配していた。コンラートはメラーン公位を得るのと同時に、「ダルマチアおよびクロアチアの公」を名乗った。
コンラートはヴィッテスバッハ家の中で公位を得た初めての人物であった。
初代メラーン公として、レヒ川とイーザル川の間の領地において強大な権力を持つ諸侯となり、又従兄弟のオットー1世がバイエルン公領においてドイツ王のもとで宮中伯であったことを考えれば、コンラートは公爵として領地内における実際の権力と領地を与えられていた。ヴィッテルスバッハ家は、ヴェルフ家のバイエルン公ハインリヒ獅子公の支配のもとでは引き下がらざるを得ない状況になっていたのである。
1159年、コンラートは皇帝フリードリヒ1世のイタリア遠征中に、ベルガモ近くで戦死した。

## 結婚と子女
コンラートは2度結婚した。
- 1139年以降に、アーデルハイト・フォン・リンブルク（1146年2月6日以前に死去）と結婚
- 2度目に、ファルケンシュタイン伯ルドルフの娘であるウディルヒルト（またはマティルデ）・フォン・ファルケンシュタインと結婚

2度の結婚において、以下の子女をもうけたが、それぞれの母親については不明である。
- ヘートヴィヒ（1174/6年没）
- コンラート2世 - メラーン公